# Давид Малембана
Давид Зеферино Малембана (на португалски: David Zeferino Malembana) е мозамбикски футболист, който играе на поста централен защитник. Състезател на Ноа.

## Състезателна кариера
Малембана започва кариерата си в Динамо (Дрезден) II през 2013 г. и преминава в Гослар две години по-късно. През 2016 г. се присъединява към Динамо (Берлин), където прави 56 участия в Регионалната лига Нордост, печелейки две Купи на Берлин.
На 12 юли 2019 г. Малембана подписва тригодишен договор с Локомотив (Пловдив), след изкаран успешен пробен период в клуба. Той прави своя дебют седмица по-късно, заменяйки Парвизджон Умарбаев в края на мача от втория кръг на Първа лига със Славия, като мача завършва 3:2 в полза на Локомотив.

### Локомотив София
На 10 февруари 2022 г. е обявен за ново попълнение на Локомотив (София). Дебютира на 13 февруари при равенството 1:1 като домакин на ЦСКА (София).

## Национална кариера
На 11 октомври 2021 г. Малембана дебютира в официален мач за националния отбор на Мозамбик, при загубата с 0:1 като домакин на националния отбор на Камерун, в среща от квалификациите за Световното първенство по футбол през 2022 г.

## Успехи
Динамо (Берлин)
- Купа на Берлин (2): 2017, 2018

 Локомотив (Пловдив)
- Купа на България (1): 2020
- Суперкупа на България (1): 2020